# Вилла Гримальди
Вилла Гримальди (Villa Grimaldi) — вилла в Сантьяго, столице Чили. Получила печальную известность как место содержания политических заключённых, которых подвергали пыткам во время правления Аугусто Пиночета. В настоящее время — мемориал.

## История

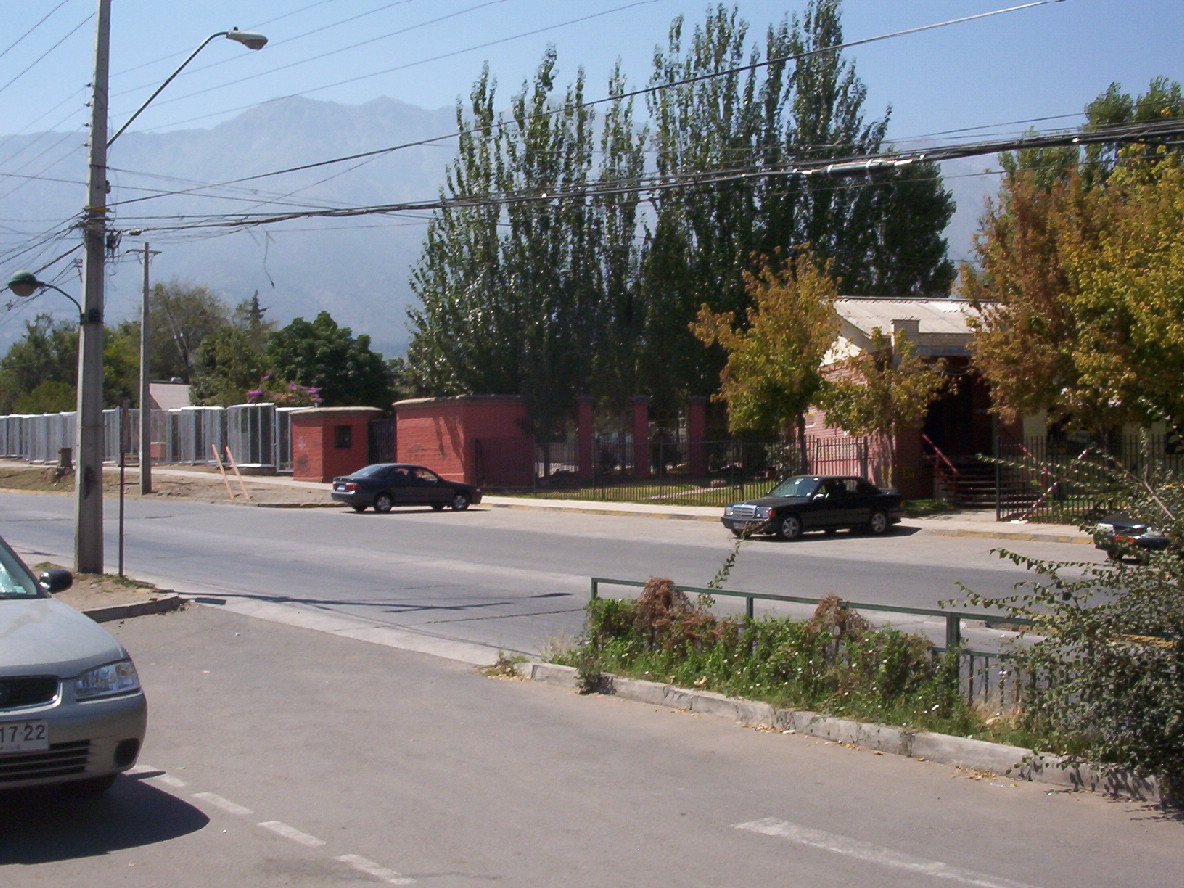
Вилла Гримальди (вид снаружи)

В XIX—XX веке здесь собирались чилийские интеллектуалы и деятели искусств. В 1970 вилла использовалась сторонниками кандидата в президенты Сальвадора Альенде.

## Пытки
После переворота вилла была конфискована и использовалась как штаб-квартира тайной полиции DINA и CeNI. Здесь держали похищенных левых. Женщин из их числа насиловали и применяли к ним сексуальные пытки. Среди содержавшихся на вилле известных заключённых — Мишель Бачелет (в будущем президент Чили), побывавшая в застенках вместе со своей матерью. Всего через виллу прошли порядка 4500 человек, более двухсот из них были убиты. Впоследствии за убийства на Вилле Гримальди были приговорены к длительному тюремному заключению начальник центра содержания заключённых полковник Марсельо Морен Брито, его помощники Мигель Краснов и Освальдо Ромо.

## Мемориал
Освобождая помещения, сотрудники военной разведки уничтожили многие доказательства. Сегодня Вилла Гримальди является мемориалом и туристической достопримечательностью Сантьяго.